# Алексеевское муниципальное образование (Базарно-Карабулакский район)
Алексеевское муниципальное образование — сельское поселение в Базарно-Карабулакском районе Саратовской области России.
Создано в 2005 году. Административный центр — село Алексеевка.

## География
Расположено в западной части района, к юго-западу от райцентра пгт Базарный Карабулак.

## Население
| 2010  | 2011  | 2012  | 2013  | 2014  | 2015  | 2016  |
| ----- | ----- | ----- | ----- | ----- | ----- | ----- |
| 2796  | ↘2788 | ↘2725 | ↘2665 | ↘2610 | ↗2611 | ↗2622 |
| 2017  | 2018  | 2019  | 2020  | 2021  |       |       |
| ↘2607 | ↘2566 | ↘2532 | ↘2523 | ↘2508 |       |       |

## Населённые пункты
В состав сельского поселения входят 5 населённых пунктов:
| № | Населённый пункт | Тип     | Население |
| - | ---------------- | ------- | --------- |
| 1 | Алексеевка       | село    | ↘1837     |
| 2 | Ивановка         | село    | ↘849      |
| 3 | Нечаевка         | деревня | 17        |
| 4 | Новиковка        | деревня | 93        |
| 5 | Ольгино          | село    | 0         |